# شوكولاتة خبز

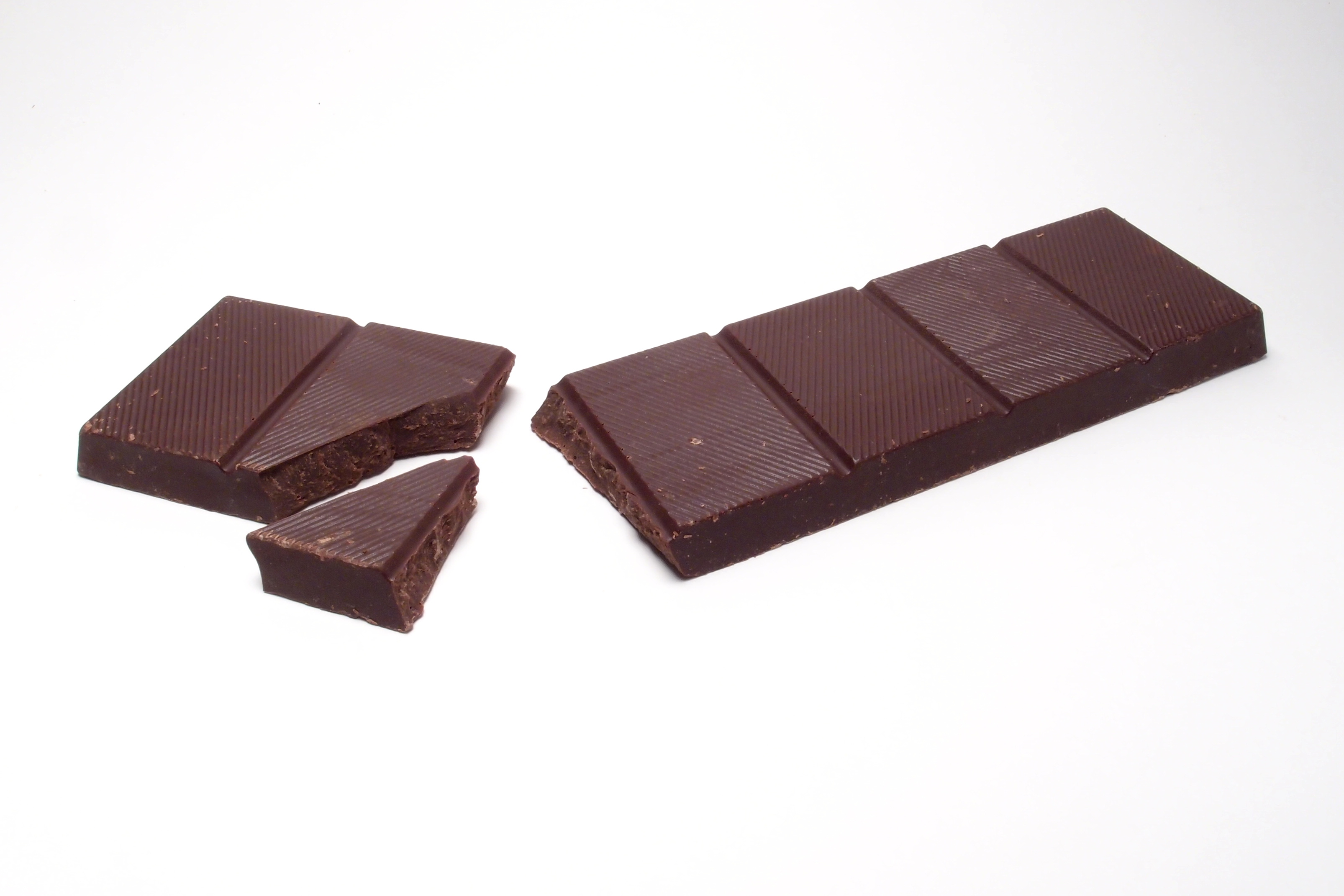
قالب 200 جرام من شوكولاتة الخبز الداكنة. يحتوي على 40% من الكاكاو.

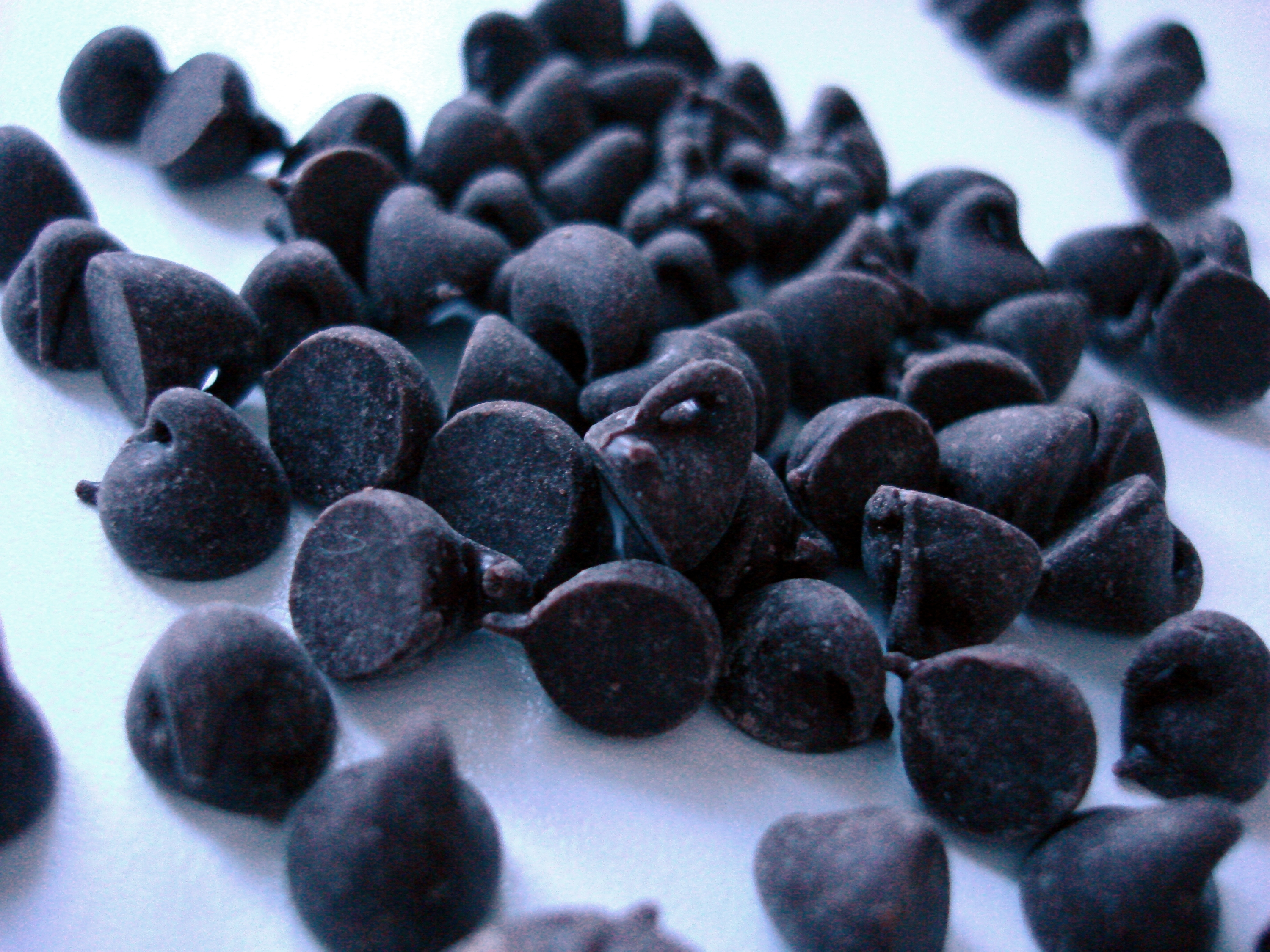
رقائق شيكولاتة نصف محلاة.

شوكولاتة الخَبز (بالإنجليزية: Baking chocolate) ويشار إليها أيضاً باسم الشوكولاتة المرة (bitter chocolate)، وشوكولاتة الطهي (cooking chocolate)، والشوكولاته غير المحلاة (unsweetened chocolate). هي نوع من أنواع الشوكولاتة التي يتم إعداداها أو تصنيعها للخبز والطهي، حيث إنها تستخدم كعنصر في الحلويات والمخبوزات. وتكون إما غير محلاة أو حلوة-مرة أو نصف محلاة أو حلوة. وقد يتم تحضيرها إما مع شراب الشوكولاتة أو مسحوق الكاكاو. وعادةً ما يتم استخدام كمية كبيرة من السكر في الوصفات التي تحتوي على شوكولاتة الخبز غير المحلاة. شوكولاتة الخبز الحلوة-المرة «يجب أن تحتوي على نسبة 35% من شراب الشوكولاتة أو أكثر». معظم أنواع شوكولاتة الخبز تحتوي ما لايقل عن 50% من الكاكاو والمكونات المتبقية غالباً ما تكون معظمها سكر. الأصناف الحلوة قد يشار إليها باسم «شوكولاتة الخبز الحلوة» (sweet baking chocolate) أو «الشوكولاتة الحلوة» (sweet chocolate). شوكولاتة الخبز الحلوة تحتوي على نسبة من السكر أكثر من الأصناف الحلوة-المرة والأصناف النصف محلاة. أما الأصناف نصف المحلاة فإنها تحتوي على كمية من السكر أكثر من الأصناف الحلوة-المرة. ويتم تحضير شوكولاتة الخبز الحلوة والنصف محلاة مع كمية من شراب الشوكولاتة تتراوح بين 15 إلى 35 بالمئة.
وعادةً ما يتم تصنيع شوكولاتة الخبز الحديثة من شراب الشوكولاتة وتشكليها على  شكل قوالب مستطيلة ورقائق الشيكولاتة. ويمكن للمصنعين عمل الشوكولاتة ومن ثم تشكيلها على شكل قوالب بحجم 10 رطل، وتباع بعد ذلك لصانعي الحلوى والخبازين. وقد تكون شوكولاتة الخبز أقل جودة بالمقارنة مع أنواع الشوكولاتة الأخرى. وقد يتم استبدال جزء من زبدة الكاكاو بأنواع دهون أخرى. وقد يكون من السهل التعامل مع شوكولاتة الخبز مقارنة بالإنواع التي لا تحتوي على كمية منخفضة من زبدة الكاكاو. وقد لا تكون شوكولاتة الخبز ذات الجودة المنخفضة لذيذة مقارنة مع الشوكولاتة ذات الجودة العالية.

## الأصناف
الجدول أدناه يشير إلى أربعة أصناف أساسية من شوكولاتة الخبز
| نوع الشوكولاتة            | المحتوى                                                                                        | المصادر                 |
| ------------------------- | ---------------------------------------------------------------------------------------------- | ----------------------- |
| غير محلاة                 | لا تحتوي على سكر، وتحتوي على 99٪ من شراب الشوكولاتة أومسحوق الكاكاو.                           | [ 1 ] [ 5 ] [ 8 ]       |
| الحلوة-المرة              | عادةً ما تحتوي على كمية أقل من سكر وكمية أكبر من شراب الشوكولاتة مقارنة مع الأصناف النصف محلاة. | [ 1 ] [ 6 ] [ 8 ] [ 9 ] |
| النصف محلاة (الشبه محلاة) | تحتوي على سكر أقل من الأصناف الحلوة                                                            | [ 1 ]                   |
| الحلوة                    | معظم محتواها هو السكر                                                                          | [ 5 ]                   |